# دزد مدعي (بهمئي غرمسيري الشمالي)
دزد مدعي (بالفارسية: دزدمدعی) هي قرية تقع في إيران في قسم بهمئي غرمسیري الشمالي الريفي.